# Rallarvegen

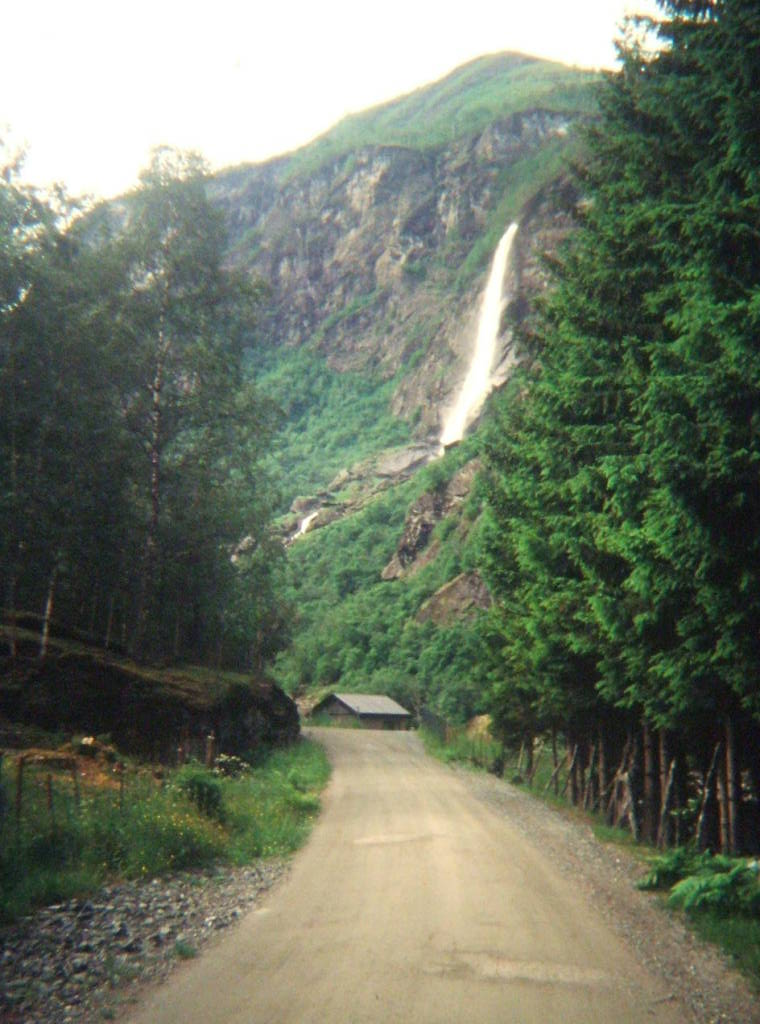
De Rallarvegen in de buurt van Berekvam (1996)

De Rallarvegen is een weg in Noorwegen die langs de Bergensbanen loopt, de spoorlijn die via de Hardangervidda de Noorse hoofdstad Oslo met Bergen verbindt. De weg is in gebruik als fietsroute en bewegwijzerd met het cijfer 4 als één van de nationale fietsroutes van Noorwegen.

## Beschrijving
In maart 1894 besloot het Storting, het Noorse parlement, dat er een spoorlijn moest komen tussen Christiania (dat sinds 1925 Oslo heet) en het aan de westkust van het land gelegen Bergen. Omdat de spoorlijn over de toentertijd wegenloze Hardangervidda zou voeren, moest eerst een weg worden aangelegd om de aanvoer van mensen en materieel mogelijk te maken. Dit werd de Rallarvegen, die vanuit de plaatsen Voss, Flåm en Geilo parallel aan het geplande spoortracé werd gebouwd. De naam Rallarvegen is een samentrekking van de Noorse woorden rallar - waarmee losse arbeiders die van bouwproject naar bouwproject trokken werden aangeduid - en veien ("weg").
De spoorlijn, die de Bergensbanen werd genoemd, kwam in 1909 gereed. De Rallarvegen bleef echter bestaan en diende tot de ingebruikname van de Flåmsbana in 1940 als weg van de Sognefjord naar het station van Myrdal, het eindpunt van de Flåmsbana. 
Sinds 1974 is de Rallarvegen in gebruik als een fietsroute, die wordt beschouwd als een van de mooiste in Europa. Ze voert van Haugastøl (900 m) via Finse (1222 m) naar Flåm, dat aan de oever van de Aurlandsfjord ligt. Het hoogste punt van de route ligt op 1341 meter boven de zeespiegel.